# رضاءالدین فخرالدین
رضاءالدین فخرالدین مشهور به نام فخرالدین اوغلو رضاءالدین، (۱۸۵۹-۱۹۳۶ میلادی)، خادم دین، نویسنده تاتار‌ و باشقیر، دانشمند شرق شناس، مفتی و قاضی.

## آثار او به زبان ترکی
- آثار
- آداب تعلیم
- آقمنلا
- ابن بطوطه‌نڭ دشت قپچاقده سیاحتی
- ابن تیمیه
- ابن عربی
- ابوالعلاء المعری
- احمد بای
- احمد مدحت افندی (ولادتی 1844، وفاتی 1912ده)
- اسلاملر حقنده حکومت تدبیرلری
- اسماء = عمل و جزاء
- اسماعیل سیاحتی
- الاعتبار
- امام غزالی
- اهل عیال
- تربیه‌لی آنا
- تربیه‌لی بالا
- تربیه‌لی خاتون
- جوامع الکلم = منتخب جامع الصغیر
- جوامع الکلم شرحی
- دینی و اجتماعی مسئله‌لر
- رحمت الهیّه مسئلهسی
- انتقاد
- سعید
- سلیمه = عفت
- شاکردلک آدابی = شاکردلک آده‌بی
- شورا"نڭ تل باریشی
- عائله
- عبادت نسوان
- عقیده
- قرآن و طباعت
- قز بالالر و خاتونلر ایچون کرک اولان ادبلرنی بیان ایلمش بر رساله‌در
- کتاب التصریف
- کتب سته و مؤلفلری
- محمد علیه السلام
- مشهور خاتونلر
- مطالعه
- مقدمة التحریر المصفّی و التحبیر الموفّی فی تسهیل تقسیم ترکة المتوفّی
- مکتب و زکات
- مناصب دینیه
- نصیحت